# James Easton Jr.
James Easton Jr., meglio conosciuto con il nome Jim (Dumbarton, 3 giugno 1965), è un ex calciatore canadese, di ruolo centrocampista.

## Biografia
Nativo della Scozia, si trasferì in Canada, ottenendone poi la cittadinanza, quando il padre James, anch'egli calciatore professionista, si trasferì a Vancouver per allenare i Vancouver Whitecaps.

## Carriera

### Club
Inizia la carriera nei T.B. Rowdies, con cui ottiene il terzo posto nella Southern Division della North American Soccer League 1983.
Nel 1984 passa agli scozzesi del Dundee Utd che lo girano in prestito al Forfar Athletic.
Resta in forza ai Tangerines, pur senza debuttare in campionato, sino al 1987, anno in cui viene ingaggiato dai Vancouver 86ers, squadra nella quale giocherà sino al 1994, a parte un passaggio agli Hamilton Steelers nel 1990. 
Con la squadra di Vancouver vince tre edizioni della Canadian Soccer League, all'epoca massima competizione professionistica canadese.

### Nazionale
Dopo aver giocato nella nazionale Under-20 nel Torneo giovanile CONCACAF 1982, ha giocato sette incontri amichevoli nella nazionale maggiore canadese.

## Statistiche

### Cronologia presenze e reti in Nazionale
| Cronologia completa delle presenze e delle reti in nazionale ― Canada | Cronologia completa delle presenze e delle reti in nazionale ― Canada | Cronologia completa delle presenze e delle reti in nazionale ― Canada | Cronologia completa delle presenze e delle reti in nazionale ― Canada | Cronologia completa delle presenze e delle reti in nazionale ― Canada | Cronologia completa delle presenze e delle reti in nazionale ― Canada | Cronologia completa delle presenze e delle reti in nazionale ― Canada | Cronologia completa delle presenze e delle reti in nazionale ― Canada |
| Data                                                                  | Città                                                                 | In casa                                                               | Risultato                                                             | Ospiti                                                                | Competizione                                                          | Reti                                                                  | Note                                                                  |
| --------------------------------------------------------------------- | --------------------------------------------------------------------- | --------------------------------------------------------------------- | --------------------------------------------------------------------- | --------------------------------------------------------------------- | --------------------------------------------------------------------- | --------------------------------------------------------------------- | --------------------------------------------------------------------- |
| 30-9-1987                                                             | San Salvador                                                          | El Salvador                                                           | 2 – 1                                                                 | Canada                                                                | Amichevole                                                            | -                                                                     |                                                                       |
| 6-10-1987                                                             | Toluca                                                                | Messico                                                               | 4 – 0                                                                 | Canada                                                                | Amichevole                                                            | -                                                                     |                                                                       |
| 18-2-1988                                                             | Hamilton                                                              | Bermuda                                                               | 0 – 0                                                                 | Canada                                                                | Amichevole                                                            | -                                                                     |                                                                       |
| 26-3-1988                                                             | Lima                                                                  | Perù                                                                  | 1 – 3                                                                 | Canada                                                                | Amichevole                                                            | -                                                                     |                                                                       |
| 8-6-1989                                                              | Ottawa                                                                | Canada                                                                | 0 – 2                                                                 | Belgio                                                                | Amichevole                                                            | -                                                                     |                                                                       |
| 13-5-1990                                                             | Burnaby                                                               | Canada                                                                | 2 – 1                                                                 | Messico                                                               | Amichevole                                                            | -                                                                     |                                                                       |
| 3-9-1992                                                              | Saint John's                                                          | Canada                                                                | 2 – 0                                                                 | Stati Uniti                                                           | Amichevole                                                            | -                                                                     |                                                                       |
| Totale                                                                |                                                                       | Presenze                                                              | 7                                                                     |                                                                       | Reti                                                                  | 0                                                                     |                                                                       |

## Palmarès

### Club
- Canadian Soccer League: 3

Vancouver 86ers: 1988, 1989, 1991